# Christian Braunmann Tullin

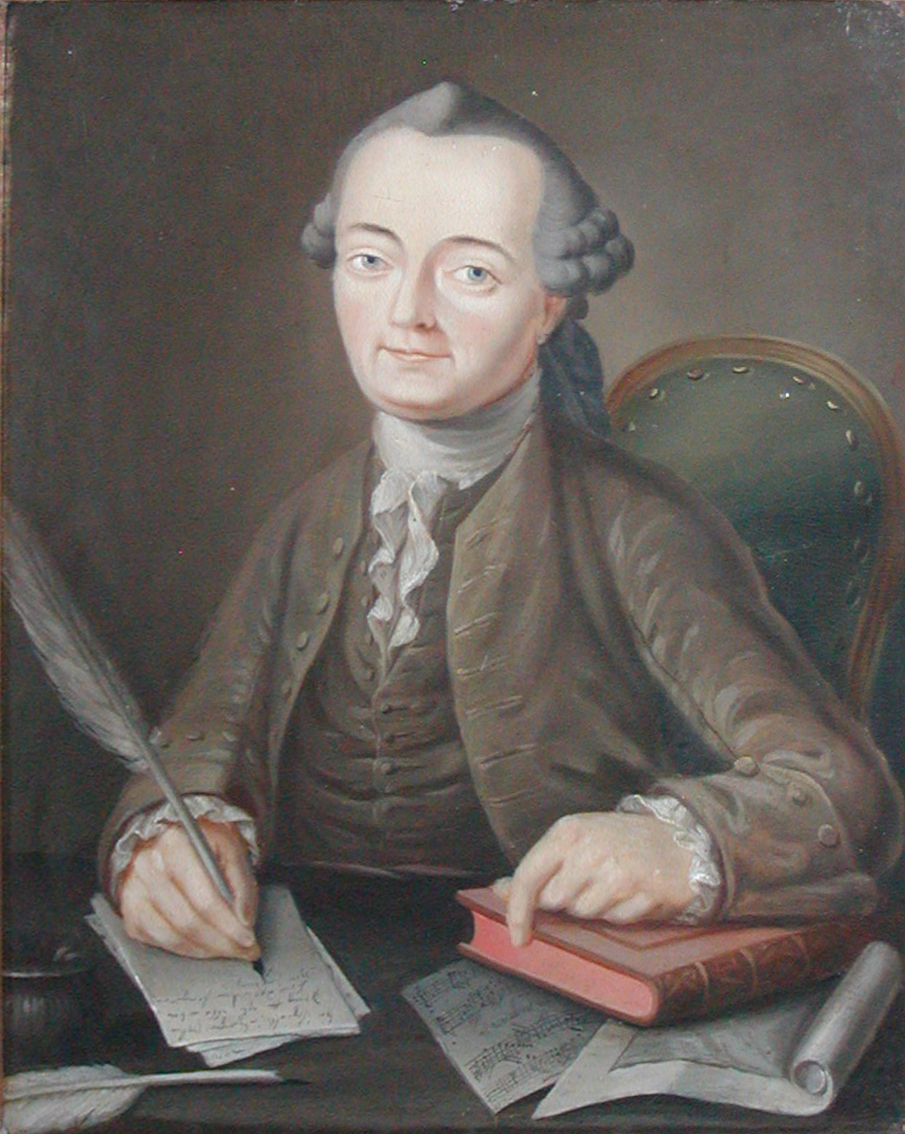
Christian Braunmann Tullin

Christian Braunmann Tullin (* 6. September 1728 in Christiania; † 21. Januar 1765 ebenda) war ein norwegischer Kaufmann, Beamter und Dichter.

## Leben
Seine Eltern waren der Kaufmann Gulbrand Hansen Tullin (1694–1742) und dessen Frau Ragnhild Hansdatter Dehli (1695–1765). Am 27. März 1760 heiratete er Mette Kruckow (22. August 1725–1790), Tochter des Pfarrers Peter Kruckow (1670–1738) und dessen Frau Magdalena Feddersen (1704–1784).
Tullin hat seinen Namen vom Hof Tull-lien in Ringebu, von dem sein Vater stammte. Dieser hatte 1724 das Bürgerrecht in Christiania als Kleinhändler erworben und sich zu einem wohlhabenden Kaufmann emporgearbeitet. Er war auch Bediensteter des Lagmanns Christian Braunmann in Kristiansand gewesen und hatte seinem Sohn dessen Namen hinzugegeben. Dieser wurde in die Kathedralschule von Christiania aufgenommen. Er legte 1745 legte er an der Universität Kopenhagen das examen artium ab. 1748 bestand er das theologische Staatsexamen. Nach Christiania heimgekehrt gab er bald den Gedanken auf, Geistlicher zu werden. Vielmehr befasste er sich mit Literatur, Sprache und Rechtswissenschaft.
Nach dem Tod seines Vaters heiratete die Mutter den Obervisiteur im Zollamt Claus Therkelsen Koefoed. Zusammen mit diesem und einigen anderen kaufte Tullin 1750 einen Betrieb bei Fåbro (Lysaker), der Puder, Stärke und Nägel herstellte. Über seinen Stiefvater kam er auch in das Zollamt in Christiania und wurde 1759 Zollinspektor und 1764 Zolldirektor. 1760 wurde er Vize-Ratsherr und wurde 1763 vom König zum Wirklichen Ratsherrn von Christiania ernannt. Seine Heirat mit Mette Kruckow brachte einen gesellschaftlichen Aufstieg mit sich, da sie die Nichte des mächtigen Magistratspräsidenten Nicolai Feddersen war.
Sein rascher Aufstieg war auch auf seine künstlerischen Fähigkeiten zurückzuführen. Er malte, musizierte und war vor allem für seine Dichtung bekannt. Er hatte bereits früh Kantaten zu kirchlichen Anlässen und Verse für Grabinschriften reicher Familien verfasst. Auch hatte er Hirtendichtung in bestem Rokoko-Stil verfasst. Besonderes Aufsehen erregte sein Hochzeitsgedicht „Maidagen“. Das Gedicht setzt ein mit einer Verurteilung des mühseligen Stadtlebens und der seelenlosen Zivilisation, preist danach das Aufbrechen des Frühlings in Sørkedal und fährt dann mit einer Huldigung an die allmächtige göttliche Vorsehung, die sich am besten in den Kräften des Frühlings offenbare, fort. Das Gedicht wurde in viele Sprachen übersetzt und leitete viele Sammlungen von Landschaftsgedichten der norwegischen und dänischen Literatur ein.
1760 schrieb die “Selskabet for de skiønne og nyttige Videnskabers Forfremmelse” (Gesellschaft für die Förderung der schönen und nützlichen Wissenschaften) eine Dichterkonkurrenz über das Thema „Ursprünge und Folgen des Seefahrt“ aus. Tullin gewann den Preis mit einem langen Gedicht, in dem die übliche Zivilisationskritik auf eine kulturoptimistische Sicht hin durchbrochen wurde. Der nächste Erfolg kam, als die gleiche Gesellschaft 1763 eine weitere Dichterkonkurrenz zum Thema „Vortrefflichkeit der Schöpfung im Hinblick auf die Ordnung des Geschaffenen und dessen innere Zusammenhänge“ ausschrieb. Auch dieses neuerliche Gedicht Tullins ist wie das vorige in stilsicheren Alexandrinerversen verfasst. In weiter kosmischer Perspektive und entsprechend der optimistischen Philosophie des 18. Jahrhunderts preist Tullin die Gesetzmäßigkeit und den inneren Zusammenhang des Universums. Dahinter stehe ein allmächtiger Schöpfer und eine liebende Vorsehung für sein Werk. Beide Gedichte wurden auch in andere Sprachen übersetzt.
Tullin hatte eine sehr schwache Gesundheit. Die Unzahl privater und öffentlicher Pflichten und sein zeitweise ausuferndes Gesellschaftsleben brannten ihn vorzeitig aus. Er war erst 36 Jahre alt, als er starb.

## Werke
- Samtlige Skrifter, 3 Bd. Kopenhagen 1770–1773.
- Udvalgte Digte bei K. L. Rahbek. Kopenhagen 1799
- Udvalgte Skrifter bei F. Schaldemose, Kopenhagen 1833
- Skrifter i Udvalg. Kopenhagen 1897
- Christian Braunmann Tullins samtlige skrifter, 3 Bd. (Wissenschaftliche Ausgabe mit Einleitung und Anmerkungen von H. Noreng). Gyldendal, Oslo 1972–1976 (Digitale Auswahl-Ausgabe)